# Siervas del Niño Jesús de Venecia
El Instituto Siervas del Niño Jesús (oficialmente en italiano: Istituo Ancelle di Gesù Bambino) es una congregación religiosa católica femenina de derecho pontificio, fundada por la italiana Elena Silvestri en Venecia en 1884. A las religiosas de este instituto se les conoce como Siervas del Niño Jesús de Venecia, o también como Hermanas Silvestri, y posponen a sus nombres las siglas A.d.G.B.

## Historia
Elena Silvestri, luego de haber tenido varias experiencias de servicio pastoral en la parroquia de Santa María Gloriosa dei Frari en Venecia (Italia), decidió dedicarse de lleno al servicio de las niñas en necesidades. Para ello, compró el Palacio Contarini Sceriman y fundó allí el Instituto de las Siervas del Niño Jesús con el fin de dedicarse al servicio de dichas niñas. El 15 de julio de ese mismo año, las primeras religiosas vistieron el hábito de la congregación. Dos años después profesaron sus primeros votos. El cardenal Giuseppe Sarto dio su aprobación el 16 de marzo de 1898.
A pesar de las dificultades que golpearon el instituto, especialmente por la muerte de la fundadora, lograron expandirse en diversas ciudades de Italia, entre ellas: Pisino d'Istria, Údine, Trieste y otras en la misma Venecia. Solo hasta 1961 fue abierta la primera casa fuera de Italia, en Salvador de Bahía (Brasil). El instituto recibió la aprobación pontificia el 14 de marzo de 1932.

## Organización
El Instituto Siervas del Niño Jesús es una congregación religiosa centralizada, cuyo gobierno lo ejerce la superiora general. La sede central se encuentra en Venecia.
Las siervas del Niño Jesús se dedican especialmente a la educación y formación cristiana de la infancia; además poseen casas de asistencia para ancianos.
En 2015, el instituto contaba con unas 125 religiosas y 24 comunidades presentes en Brasil, Costa de Marfil, Italia y Suiza.